# Jasper Philipsen
Jasper Philipsen (Mol, 2 de marzo de 1998) es un ciclista profesional belga que milita en el equipo Alpecin-Deceuninck. Entre sus triunfos, destacan las diez victorias de etapa en el Tour de Francia y las tres en la Vuelta a España, así como la Milán-San Remo 2024.

## Trayectoria

### 2021
Disputó el Tour de Francia como principal baza en los esprints del Alpecin-Fenix, junto con su compañero Tim Merlier, intercambiándose los papeles de lanzador y esprínter en diversas etapas. En la tercera etapa consiguieron el doblete, finalizando segundo por detrás de Merlier. Consiguió ser segundo en las etapas 3, 6 y 21 y tercero en las etapas 4, 10 y 13, pero no pudo conseguir la victoria en ninguna otra. Acabó el Tour en 4.ª posición por el maillot verde la regularidad.
En la Vuelta a España consiguió vencer en la segunda etapa, lo que le permitió portar el maillot verde como líder de la clasificación de la regularidad. Repitió triunfo en la quinta etapa con final en Albacete, consolidando de nuevo el maillot verde.

## Palmarés
| 2017 - Triptyque des Monts et Châteaux, más 1 etapa - 1 etapa del Giro Ciclistico d'Italia - 1 etapa del Tour de Alsacia - 1 etapa del Tour de Olympia - París-Tours sub-23 2018 - Triptyque des Monts et Châteaux, más 2 etapas - 1 etapa del Giro Ciclistico d'Italia - 1 etapa del Tour de Utah - Gylne Gutuer 2019 - 1 etapa del Tour Down Under 2020 - 1 etapa del Tour de Limousin - 1 etapa del BinckBank Tour - 1 etapa de la Vuelta a España 2021 - Scheldeprijs - 2 etapas del Tour de Turquía - 2 etapas de la Vuelta a España - Campeonato de Flandes - Gran Premio de Fráncfort - Gran Premio de Denain - París-Chauny 2022 - 2 etapas del UAE Tour - 1 etapa del Tour de Turquía - 1 etapa de la Vuelta a Bélgica - 3.º en el Campeonato de Bélgica en Ruta - 2 etapas del Tour de Francia - 1 etapa de la Vuelta a Dinamarca - Circuito de Houtland - París-Bourges | 2023 - 2 etapas de la Tirreno-Adriático - Clásica Brujas-La Panne - Scheldeprijs - Elfstedenronde - 1 etapa de la Vuelta a Bélgica - 4 etapas del Tour de Francia, más clasificación por puntos - 1 etapa del Renewi Tour - Campeonato de Flandes - Gooikse Pijl - París-Chauny - Elfstedenrace - 4 etapas del Tour de Turquía 2024 - 1 etapa de la Tirreno-Adriático - Milán-San Remo - Clásica Brujas-La Panne - 1 etapa de la Vuelta a Bélgica - 2.º en el Campeonato de Bélgica en Ruta - 3 etapas del Tour de Francia - 1 etapa del Renewi Tour - Giro de Münsterland 2025 - Kuurne-Bruselas-Kuurne - 1 etapa de la Vuelta a Bélgica - 3.º en el Campeonato de Bélgica en Ruta - 1 etapa del Tour de Francia |

## Resultados

### Grandes Vueltas
| Carrera | Carrera         | 2018 | 2019 | 2020 | 2021  | 2022 | 2023 | 2024  | 2025 |
| ------- | --------------- | ---- | ---- | ---- | ----- | ---- | ---- | ----- | ---- |
|         | Giro de Italia  | —    | —    | —    | —     | —    | —    | —     | —    |
|         | Tour de Francia | —    | Ab.  | —    | 109.º | 91.º | 97.º | 128.º | Ab.  |
|         | Vuelta a España | —    | —    | 85.º | Ab.   | —    | —    | —     | —    |

### Clásicas y Campeonatos
| Carrera                 | Carrera                 | 2018 | 2019  | 2020  | 2021  | 2022 | 2023 | 2024 | 2025  |
| ----------------------- | ----------------------- | ---- | ----- | ----- | ----- | ---- | ---- | ---- | ----- |
| Omloop Het Nieuwsblad   | Omloop Het Nieuwsblad   | —    | 37.º  | —     | 124.º | —    | 33.º | 66.º | 3.º   |
| Kuurne-Bruselas-Kuurne  | Kuurne-Bruselas-Kuurne  | —    | 24.º  | 122.º | —     | —    | Ab.  | 92.º | 1.º   |
| Strade Bianche          | Strade Bianche          | —    | Ab.   | —     | —     | —    | —    | —    | —     |
|                         | Milán-San Remo          | —    | 150.º | —     | —     | 66.º | 15.º | 1.º  | 163.º |
| E3 Saxo Classic         | E3 Saxo Classic         | —    | Ab.   | X     | —     | —    | —    | —    | —     |
| Gante-Wevelgem          | Gante-Wevelgem          | —    | —     | 47.º  | 38.º  | 21.º | Ab.  | 4.º  | 44.º  |
| A Través de Flandes     | A Través de Flandes     | —    | 142.º | X     | 57.º  | 29.º | 4.º  | 15.º | Ab.   |
| Scheldeprijs            | Scheldeprijs            | —    | 9.º   | 5.º   | 1.º   | 8.º  | 1.º  | 2.º  | 2.º   |
|                         | París-Roubaix           | —    | Ab.   | X     | 41.º  | —    | 2.º  | 2.º  | 11.º  |
| Flecha Brabanzona       | Flecha Brabanzona       | —    | Ab.   | —     | —     | —    | —    | —    | —     |
| Cyclassics Hamburg      | Cyclassics Hamburg      | —    | 34.º  | X     | X     | 6.º  | —    | 7.º  |       |
| Bretagne Classic        | Bretagne Classic        | —    | 36.º  | 11.º  | —     | —    | 45.º | —    |       |
| Gran Premio de Quebec   | Gran Premio de Quebec   | —    | 63.º  | X     | X     | —    | —    | —    |       |
| Gran Premio de Montreal | Gran Premio de Montreal | —    | 94.º  | X     | X     | —    | —    | —    |       |
| París-Tours             | París-Tours             | —    | —     | —     | 12.º  | Ab.  | —    | 3.º  |       |
| Mundial en Ruta         | Mundial en Ruta         | —    | —     | —     | —     | —    | Ab.  | —    |       |
| Europeo en Ruta         | Europeo en Ruta         | —    | 11.º  | Ab.   | —     | —    | —    | 4.º  |       |
| Bélgica en Ruta         | Bélgica en Ruta         | Ab.  | 9.º   | 43.º  | —     | 3.º  | 29.º | 2.º  | 3.º   |

—: no participa
Ab.: abandono
X: no se disputó

## Equipos
- Hagens Berman Axeon (2018)[6]
- UAE Team Emirates (2019-2020)
- Alpecin (2021-)
  - Alpecin-Fenix (2021-2022)[7]
  - Alpecin-Deceuninck (2022-)[8]